# 2-amino-2-(3-hidroksi-5-metilizoksazol-4-il)acetatna kiselina
AMAA, 2-amino-2-(3-hidroksi-5-metilizoksazol-4-il)acetatna kiselina, je agonist NMDA receptora.